# Jens Howe
Jens Howe (* 17. Februar 1961 in Oschatz)  ist ein ehemaliger deutscher Florettfechter, welcher in seiner aktiven Zeit für den ASK Vorwärts Potsdam startete. Er nahm für die Deutsche Demokratische Republik an den Olympischen Spielen 1988 teil.

## Karriere
Im Alter von 19 Jahren konnte er bei den DDR-Meisterschaften im Fechten 1980 seinen ersten DDR-Meister-Titel gewinnen. Gemeinsam mit seinen Mannschaftskameraden vom ASK Vorwärts Potsdam gewann er der Mannschaftswettbewerb im Florettfechten. Bei den DDR-Meisterschaften im Fechten 1982 konnte er erstmals eine Medaille im Einzel gewinnen. Im Florettfechten belegte er hinter Frank Teichmann und Klaus Kotzmann den dritten Platz.
Im darauffolgenden Jahr durfte er an den Fechtweltmeisterschaften 1983 in Wien teilnehmen und gewann gemeinsam mit Hartmuth Behrens, Adrian Germanus und Klaus Kotzmann hinter der Bundesrepublik Deutschland und vor Kuba die Silbermedaille. Bei den DDR-Meisterschaften 1984 gewann er im Florett-Einzel erneut die Bronzemedaille. Zudem nahm er an den Fechtweltmeisterschaften 1986 in Sofia teil und gewann dort gemeinsam mit Aris Enkelmann, Adrian Germanus, Udo Wagner und Ingo Weißenborn hinter Italien und der Bundesrepublik Deutschland die Bronzemedaille.
Zwei Jahre später durfte er 1988 an den Olympischen Spielen in Seoul teilnehmen. Im Florett-Einzelwettbewerb erreichte er das Viertelfinale und schied dort gegen den Bundesbürger Ulrich Schreck aus. Mit dem Team verpasste er mit den vierten Platz knapp eine Medaille.